# Lubbock
Lubbock is een stad in de Amerikaanse staat Texas en telt 260.993 inwoners. Het is hiermee, gemeten naar inwonertal, de 89e stad in de Verenigde Staten (2021). De oppervlakte bedraagt 297,2 km², waarmee het de 53e grootste stad is. Lubbock is gesitueerd in de gelijknamige county.

## Muziek en cultuur
In 1999 werd het Buddy Holly Center opgezet dat zich richt op Holly's carrière in het bijzonder en de muziek uit Lubbock en het westen van Texas in het algemeen.

## Demografie

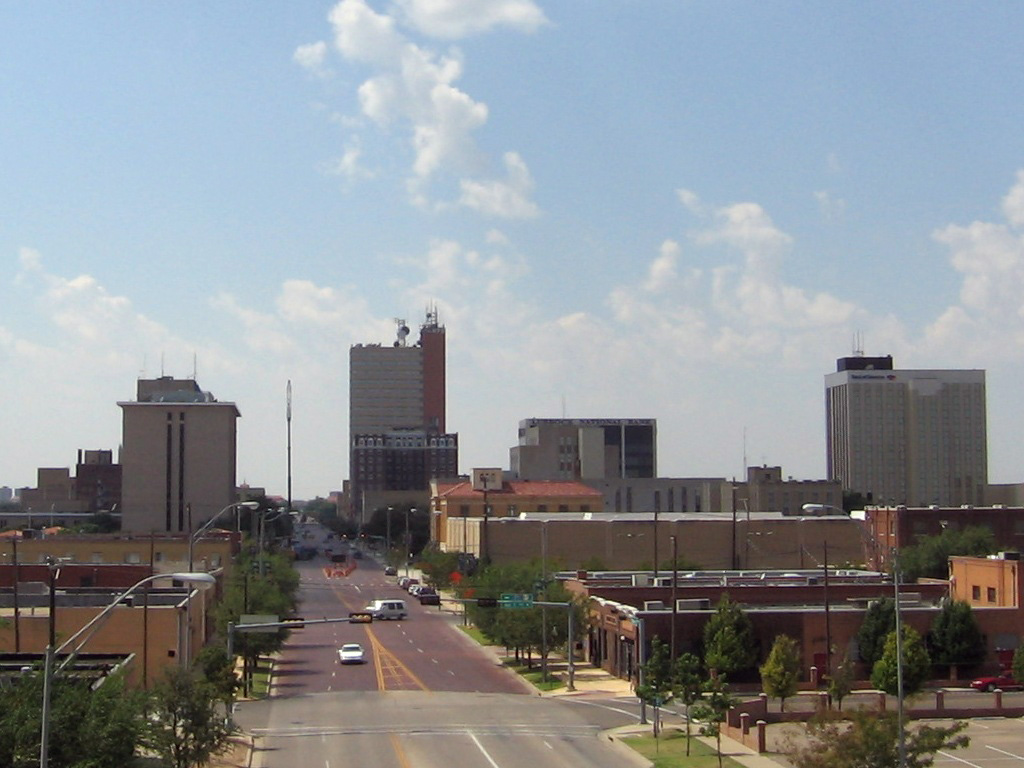
Downtown van Lubbock

Van de bevolking is 11,1% ouder dan 65 jaar en bestaat voor 28,3% uit eenpersoonshuishoudens. De werkloosheid bedraagt 2,6% (cijfers volkstelling 2000).
Ongeveer 27,5% van de bevolking van Lubbock bestaat uit hispanics en latino's, 8,7% is van Afrikaanse oorsprong en 1,5% van Aziatische oorsprong.
Het aantal inwoners steeg van 186.770 in 1990 naar 199.564 in 2000.

## Klimaat
In januari is de gemiddelde temperatuur 3,8 °C, in juli is dat 26,7 °C. Jaarlijks valt er gemiddeld 473,7 mm neerslag (gegevens op basis van de meetperiode 1961-1990).

## Plaatsen in de nabije omgeving
De onderstaande figuur toont nabijgelegen plaatsen in een straal van 20 km rond Lubbock.

## Geboren in Lubbock
- Helen Wagner (1918-2010), actrice
- Buddy Holly (1936-1959), singer-songwriter, rock 'n rollpionier
- Joe Mauldin (1940-2015), bassist van Buddy Holly en The Crickets
- Mac Davis (1942-2020), singer-songwriter
- Natalie Maines (1974), leadsinger Dixie Chicks
- Chace Crawford (1985), acteur